# Т-62А
Т-62А (Індекс ГБТУ - Об'єкт 165) — радянський середній танк. Розроблено в конструкторському бюро Заводу №183 під керівництвом Карцева Л.Н.

## Історія створення
У 1957 році була почата розробка нового середнього танка, який повинен був стати відповіддю на створення Францією і ФРН нового єдиного середнього танка для озброєння армій країн НАТО. В ОКБ-520 були розпочаті роботи з модернізації середнього танка Т-55. У період з січня по березень 1959 під шифром «Уралець» були розроблені і виготовлені за різною інформацією два чи три дослідні зразки нового танка, який отримав індекс «Об'єкт 165». З 4 листопада 1959 по 14 квітня 1960 дослідні зразки пройшли заводські випробування, що включали в себе ходові випробування об'ємом 4000 км і стрілянину з нової гармати. За результатами обстрілу корпусу, конструкція танка була доопрацьована. У грудні 1960 «Об'єкт 165» успішно завершив полігонно-військові випробування. Наказом Міністра оборони СРСР №7 9 січня 1962 «Об'єкт 165» був прийнятий на озброєння Радянської армії під позначенням Т-62А.

## Серійне виробництво
Рішення про початок серійного виробництва Т-62А було прийнято на засіданні комісії військово-промислового комплексу СРСР у липні 1961 року. Масове виробництво танка «Об'єкт 165» передбачалося розпочати з 1963 року. У 1962 році була виготовлена установча партія, яка складалася за різною інформацією з 5 або 25 танків для дослідної військової експлуатації, але повномасштабне виробництво розгорнуто так і не було. Причиною стало скорочення номенклатури використовуваних боєприпасів, а також відсутність відпрацьованого стабілізатора і бронебійного снаряда до гармати 2А24. 28 жовтня 1963 постановою Ради міністрів СРСР танк Т-62А був знятий з виробництва, всі роботи по ньому також були зупинені.

## Опис конструкції
Танк Т-62А конструювався на базі конструкції середнього танка Т-55, при цьому враховувався досвід створення середнього танка «Об'єкт 142». Основним відмінностями від Т-55 були: конструкція корпусу та башти, більш потужне озброєння, новий оглядовий прилад командира і стабілізатор озброєння [1].

### Броньовий корпус і башта
Башта Т-62А виконувалася суцільнолитий і в цілому відповідала протиснарядній стійкості танка Т-55. Змінам піддалося кріплення гармати з прицілом, а також спареного кулемета. Броньовий корпус Т-62 зварювався із сталевих катаних броньових листів. Щоб забезпечити необхідний кут зниження гармати, дах корпусу був встановлений під кутом 3 ° 15 ' від башти в кормовому напрямку і 0 ° 30' в носовому напрямку. З метою поліпшення бронестійкості люка командира і погона башти приварювалися додаткові броньові кільця розміром 10х30 мм. Діаметр погона башти був збільшений до 2245 мм. З метою зниження загальної маси танка, надгусеничні полки виконувалися з алюмінієвого сплаву. Змінам піддався і механізм повороту башти, замість старого встановлювався новий механізм, що забезпечує максимальну швидкість обертання в 18°/с.

### Озброєння
Як основне озброєння використовувалася 100-мм нарізна гармата 2А24. Для видалення стріляних гільз використовувався спеціальний механізм запозичений з танка «Об'єкт 140». Наводка і стабілізація гармати вироблялися за допомогою стабілізатора «Комета». Механізм автоматично видаляв гільзи через люк у кормі башти. Возимий боєкомплект становив 43 пострілу: 16 пострілів розміщувалися в передніх баках-стелажах, 21 - в укладанні близько моторно-трансмісійного відділення, 2 - у середньому баку-стелажі, по одному пострілу у лівого і правого борту, ще 2 по правому борту башти.
Додатково в Т-62А були встановлені два 7,62-мм кулемети СГМТ. Загальний возимий боєкомплект становив 2500 патронів, в бойовому відділенні розміщувалися 12 ручних гранат Ф-1, автомат АК з 300 патронами і сигнальний пістолет з 18 пострілами.

### Засоби спостереження і зв'язку
Прилади спостереження механіка-водія в порівнянні з танком Т-55 забезпечували збільшений на 10 ° кут огляду місцевості, а також мали гідропневматичне очищення від пилу і бруду. Для спостереження за місцевістю у вежі командира замість приладу ТПКУБ встановлювався бінокулярний прилад спостереження ТКН-2 «Кармін». Для наведення гармати був встановлений приціл ТШ-2А. У нічних умовах використовувався прилад ТПН-1. Зв'язок забезпечувалася радіостанцією Р-113.

### Ходова частина
Для вирівнювання навантаження на опорні котки було змінено їхнє положення. Торсіони були опущені на 23 мм. крім того завдяки збільшеній базі зменшилася питомий тиск машини на ґрунт. Динамічний хід опорних котків був збільшений з 142 до 162 мм, що призвело до більш плавного ходу машини в цілому.

## Модифікації
- Об'єкт 165 - базовий варіант танка Т-62А
- Об'єкт 165К - командирський варіант танка Т-62А
- Об'єкт 165П - варіант танка Т-62А з посиленим протирадіаційним захистом

## Машини на базі
Об'єкт 166 - У період з березня по липень 1959 на базі танка «Об'єкт 165» був виконаний проект середнього танка під позначенням «Об'єкт 166». Танк був повністю уніфікований з «Об'єктом 165» по корпусу, башті, ходової частини, силовій установці, трансмісії і т.д. Основною відмінністю було використання нової гармати 2А20. У серпні 1959 проект був затверджений, а в 1 кварталі 1960 були виготовлені перші дослідні зразки. Пізніше танк «Об'єкт 166» був прийнятий на озброєння Радянської армії під позначенням Т-62.